# Barreiros (Valpaços)
Barreiros ist ein Ort und eine ehemalige Gemeinde (Freguesia) im portugiesischen Kreis Valpaços. Die Gemeinde hatte 176 Einwohner (Stand 30. Juni 2011).
Am 29. September 2013 wurden die Gemeinden Barreiros und Sonim zur neuen Gemeinde Sonim e Barreiros zusammengeschlossen.